# Dudley Pound
Dudley Pound, född 29 augusti 1877 i Ventnor, Isle of Wight, död 21 oktober 1943 i London, var en brittisk amiral.
Dudley Pound var chef över Royal Navy från juni 1939 till september 1943. När Pound blev chef över Royal Navy, eller First Sea Lord, var hans hälsa dålig, men han utnämndes ändå på grund av att de andra erfarna sjöofficerarnas hälsa var ännu sämre. 1943 stod det dock klart att hans hälsa var mycket dålig och han pensionerades i september och avled slutligen den 21 oktober 1943 på grund av en hjärntumör.